# Tribuna Monumental

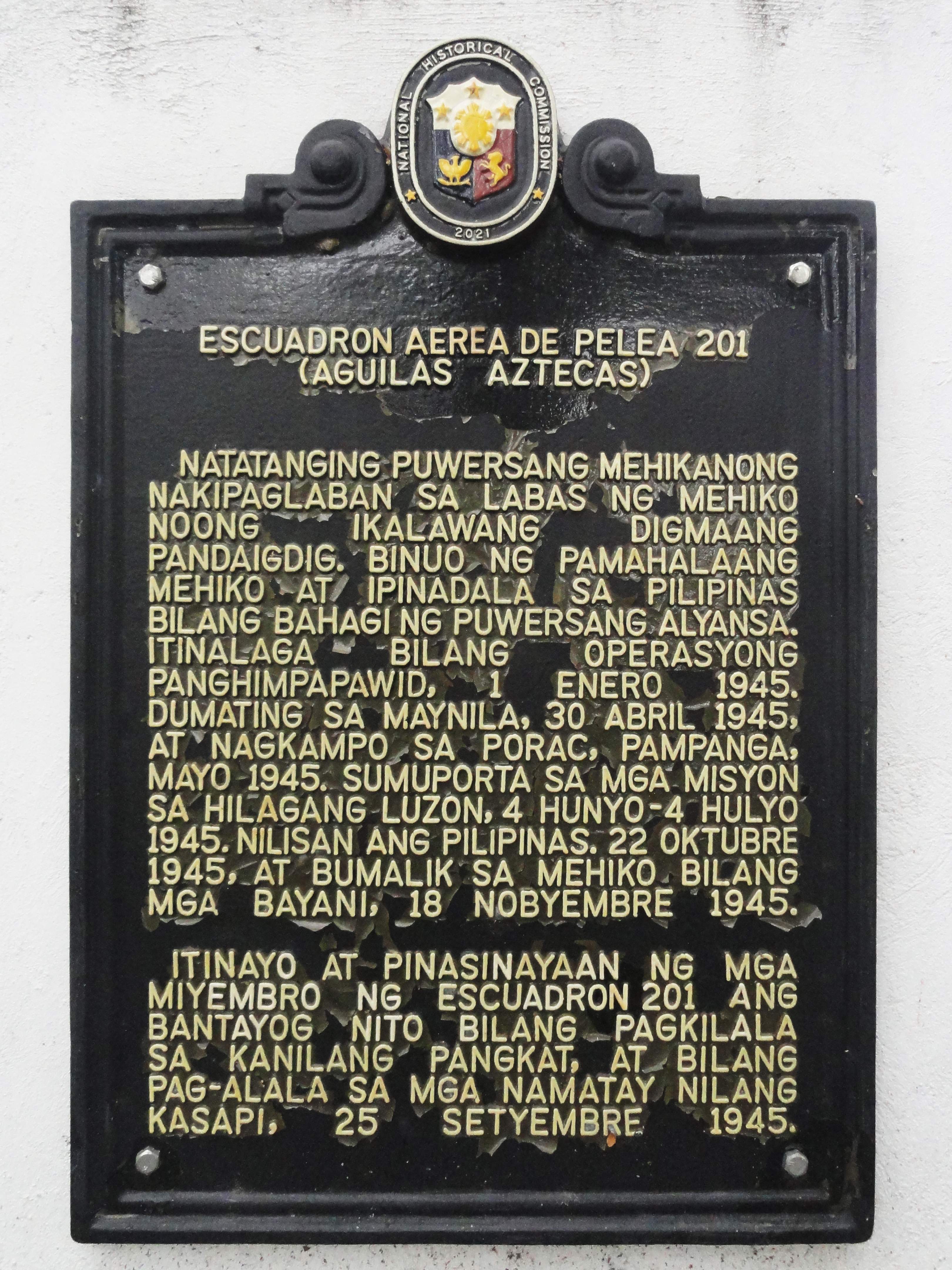
Marcador histórico instalado en Manila, Filipinas, para conmemorar la asistencia del escuadrón al país durante la Segunda Guerra Mundial.

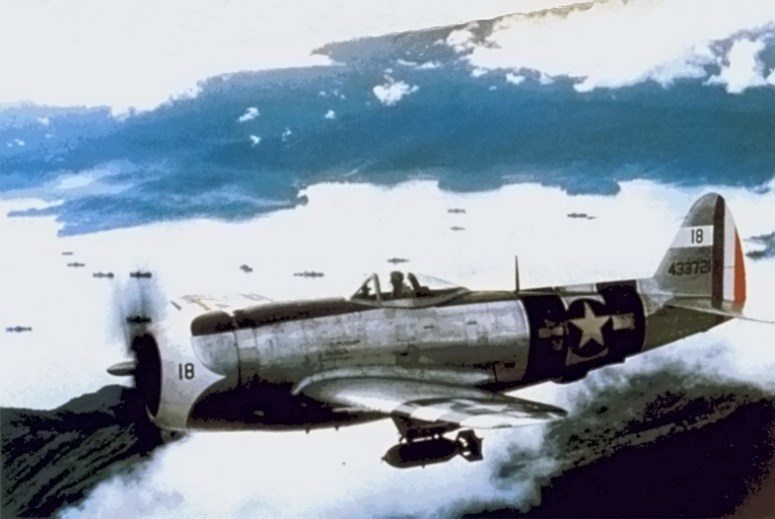
Un Republic P-47D-30-RA Thunderbolt (USAAF s/n 44-33721) del Escuadrón 201 sobre Filipinas, durante el verano de 1945.

La Tribuna Monumental, o Monumento a las Águilas Caídas, es un monumento en Chapultepec, Ciudad de México, que conmemora a los integrantes del Escuadrón 201 que lucharon contra el imperialismo japonés en el Frente del Pacífico de la Segunda Guerra Mundial. Esta unidad mexicana de combate aéreo participó en la contienda como parte de la Fuerza Aérea Expedicionaria Mexicana (FAEM) en el año 1945 y con 25 aviones Republic P-47D Thunderbolt, participando en la liberación de Luzón, la isla más grande de Filipinas.
A pesar de su breve tiempo de operación, la unidad demostró una gran efectividad, realizando entre junio y agosto de 1945, 785 operaciones ofensivas y 6 acciones defensivas como parte de un número total de 96 misiones de combate, y llegándose a volar un total de 2842 horas, siendo 1966 de ellas en combate. Tras los bombardeos atómicos sobre las ciudades de Hiroshima y Nagasaki, el Imperio del Japón se rindió. La Segunda Guerra Mundial finalizó, con la victoria de los Aliados, y la FAEM regresó a México, siendo recibida con un acto multitudinario en la Plaza de la Constitución de la Ciudad de México, el 18 de noviembre de 1945. 